# Candice Azzara
Candice "Candy" Azzara (Brooklyn, 18 de mayo de 1945) es una actriz estadounidense.

## Carrera
Azzara nació en Brooklyn, hija de Josephine Bravo y Samuel Azzara. Tras ver la película La Strada y seguir la carrera de la leyenda del teatro Eleonora Duse, decidió convertirse en actriz. Estudió con Lee Strasberg y Gene Frankel y pronto empezó a integrar el elenco de varias producciones teatrales Off Broadway.
Durante su extensa carrera apareció en producciones para televisión como Rizzoli & Isles, Medium, General Hospital, ER, Married with Children y Murder, She Wrote. Sus créditos en cine incluyen las producciones Atrápame si puedes y Ocean's Twelve.